# Bockholmen (vid Kirjais, Nagu)
För andra betydelser, se Bockholmen (olika betydelser).
Bockholmen är en ö nära Pensar i Nagu,  Finland.   Den ligger i Pargas stad i landskapet Egentliga Finland. Ön ligger omkring 4 kilometer väster om Pensar, omkring 9 kilometer sydost om Nagu kyrka,  36 kilometer söder om Åbo och 160 km väster om Helsingfors. Närmaste allmänna förbindelse är förbindelsebryggan vid Pensar som trafikeras av M/S Nordep.
Terrängen på Bockholmen är mycket platt. Öns högsta punkt är 32 meter över havet. I omgivningarna runt Bockholmen växer i huvudsak barrskog.